# Gene Melchiorre
Eugene "Gene" "Squeaky" Melchiorre (ur. 10 sierpnia 1927 w Highland Park, zm. 27 września 2019 tamże) – amerykański koszykarz, występujący na pozycji rozgrywającego.
Został wybrany w pierwszym numerem w drafcie, nie rozegrał jednak w NBA ani jednego spotkania. Komisarz ligi Maurice Podoloff zbanował dożywotnio na występy w NBA wszystkich zawodników, którzy brali udział w aferze tzw. golenia punktów, w 1951 roku. Wśród nich był Melchiorre oraz 31 innych zawodników z siedmiu uczelni w kraju. 24 lipca 1951 roku wraz z czterema kolegami z drużyny akademickiej przyznał się do przyjmowania łapówek w zamian za utrzymanie niskiego wyniku meczu podczas rywalizacji z St. Joseph's University w Filadelfii (1951) oraz Oregon State University w Chicago.

## Osiągnięcia
NCAA
- Zaliczony do[3]:
  - I składu:
    - All-American (1951)
    - MVC (1949–1951)
    - All-NIT (1950)

  - II składu All-American (1950 przez UPI, Helms)

Inne
- Wybrany do Galerii Sław Sportu Greater Peoria – Greater Peoria Sports Hall of Fame (1996)[3]